# الأيوبية
الأيوبية قرية سوريّة تتبع إداريّاً لمحافظة حلب منطقة عين العرب ناحية الجلبية، بلغ تعداد سكانها 565 نسمة حسب التعداد السكاني لعام 2004.